# Julius Michalík
Julius Michalík (Bojnice, 24 febbraio 1972) è un ex cestista slovacco, fino al 1992 cecoslovacco.

## Carriera
Con la Cecoslovacchia ha disputato i Campionati europei del 1991.

## Palmarès
- Campionato cecoslovacco: 1

Zbrojovka Brno: 1989-90